# Antonio F. Coronel
Antonio Francisco Coronel (21 de octubre de 1817-17 de abril de 1894) fue un descendiente de españoles nacido en California, en concreto en la Alta California Mexicana, que ocupó cargos públicos diversos desde la toma de California por parte de los Estados Unidos en 1850. Fue el cuarto Alcalde de Los Ángeles desde el año de 1853 hasta 1854.

## Biografía
Antonio Francisco Coronel fue hijo de Ygnacio Coronel, nacido en Ciudad de México en los últimos años del Virreinato de Nueva España. Coronel tenía 17 años de edad cuando llegó a la Alta California con sus padres en 1834, como parte de la Campaña de Colonización Híjar-Padrés.
En 1838, fue designado Secretario de los Juzgados del Pueblo de Los Ángeles. En 1843, se convirtió en el Juez de Paz del pueblo (el cargo más alto del pueblo mexicano en la época). Durante la Intervención estadounidense en México en 1846-47, Antonio fue designado Capitán de la Artillería Mexicana y tomó parte en las operaciones militares contra los Estados Unidos.
Una vez acabada la guerra, Antonio Coronel fue el primer Asesor Catastral (County Assessor) desde 1850 hasta 1856. En 1853, Coronel se convirtió en Alcalde de Los Ángeles en el Consejo Comunal (Common Council, de 7 miembros, erejido bajo la ley estatal, cuando la ciudad poseía solo 1.610 habitantes, permaneciendo este órgano hasta el año 1889, cuando se reemplazó por el City Charter, legislación ampliada de gobierno de la ciudad ). 
Coronel fue Representante de Distrito (Ward Councilman) en el Consejo Municipal de Los Ángeles (1854–1867)